# Lukas Nielsen
Lukas Fredrik Christian Nielsen (Malmö, Suècia, 23 de desembre de 1884 – Copenhaguen, 29 d'abril de 1964) va ser un gimnasta artístic danès que va competir a començaments del segle xx.
Durant la seva vida esportiva va prendre part en tres edicions dels Jocs Olímpics. El 1908, a Londres, aconseguí la quarta posició en el concurs complet per equips del programa de gimnàstica. Quatre anys més tard, a Estocolm, va guanyar la medalla de bronze en el Concurs per equips, sistema lliure del programa de gimnàstica. Un cop finalitzada la Primera Guerra Mundial, el 1920, va disputar els Jocs d'Anvers on guanyà la medalla d'or en el concurs per equips, sistema lliure.